# Gottfried Locher
Pour les articles homonymes, voir Gottfried Locher (pasteur) et Locher.
Gottfried Wilhelm Locher né à Mengen en Souabe le 13 janvier 1735 et mort le 28 juillet 1795 à Fribourg, est un peintre rococo établi à Fribourg dès 1755.

## Œuvres
On connaît de lui d'après des gravures de nombreux dessins des costumes traditionnels des cantons suisse, ainsi que le décor plafonnant de l'église Saint-Julien de Matran, réalisé avec ses deux fils.

"Paysanne Allemande du Canton de Fribourg"

On peut sans doute lui attribuer le prestigieux décor peint du Gartensaal (Salle du jardin) du château Vigier à Soleure.
Dans le canton de Vaud, Locher a signé et daté 1772 un plafond du château de Blonay, ainsi que le décor peint d'une grande salle du château du Châtelard.
Gottfried Locher est considéré comme « le principal représentant de la peinture rococo en Suisse romande ».

## Publications illustrées
Recueil de portraits et costumes suisses les plus élégants, unités dans les 22 cantons accompagné d'un Supplément, 1817.